# Francia determinánsok és névszók
Ez a szócikk a francia nyelv determinánsait és névszóit mutatja be vázlatosan. Determinánsok alatt itt a névelőket (határozott, határozatlan, anyag-, birtokos és mutató), valamint a determinánsként használt számnevet és névmásokat értjük. Az utóbbi két szókategóriát a nem determinánsként használt számnévvel, illetve névmásokkal együtt tárgyaljuk. Névszókként mutatjuk be a főnevet, a melléknevet, a számnevet és a névmásokat (személyes, birtokos, mutató, kérdő, vonatkozó és határozatlan).
Mint az újlatin nyelvekben általában, az ezekhez a kategóriákhoz tartozó legtöbb szót a nyelvészeti nem (hímnem és nőnem), valamint a szám (egyes és többes) jellemzi, bár ezeket a vonásokat nem mindig hordozza maga a szavak hallható alakja. A többes szám csak kivételesen hallható, de írásban mindig meg van jelölve. A főnevek nemét többnyire nem jelzi a szavak alakja, és egyes melléknevekét sem, de általában ki lehet következtetni a velük egyeztetett szavak alakjából. Egyes névmások változatlan alakúak és nemük csak az utóbbi jelenség nyomán észlelhető (ez például a 2. személyű személyes névmások esete), mások pedig semlegesek, éspedig azok, amelyek mondatra vagy főnévi igenévre vonatkoznak, például a cela ’ez/az’ mutató névmás.
Akárcsak a többi újlatin nyelv (a románon kívül), a modern francia sem ismeri a névszóragozást, csak ennek néhány maradványát a személyes névmás esetében.
A legtöbb francia determinánsnak és névszónak van szó alakú megfelelője a magyarban, de például a birtokos névelőé teljesen különbözik, mivel az a birtokos személyjel, és a francia anyagnévelő és határozói névmások funkcióit is másféle módszerekkel teljesítik a magyarban. A determinánsok tekintetében egy kisebb különbség az, hogy a franciában a mutató determináns alakjai teljesen különböznek a mutató névmáséitól.

## Névelők
A főneveket általában valamilyen determináns előzi meg. Majdnem kizárólag determinánsként használt szófélékből a francia ötöt ismer. Ezeket a továbbiakban névelőknek nevezzük: határozott, határozatlan, anyag-, mutató és birtokos névelő. Ezeken kívül olyan szavak is vannak, amelyek olykor determinánsként, máskor névmásként vagy főnévként működnek. Ilyenek a számnevek, az egyik kérdő névmás és egyes határozatlan névmások. Mindezeket a róluk szóló szakaszokban tárgyaljuk.
A névelők közül a franciában egyszerre csak egyet lehet vagy kell kitenni a főnév elé.
A névelők összefoglaló táblázata:
| Névelő fajtája      | Egyes szám | Egyes szám   | Többes szám |
| Névelő fajtája      | Hímnem     | Nőnem        | Többes szám |
| ------------------- | ---------- | ------------ | ----------- |
| Határozott névelő   | le, l’     | la, l’       | les         |
| Határozatlan névelő | un         | une          | des         |
| Anyagnévelő         | du, de l’  | de la, de l’ | nincs       |
| Mutató névelő       | ce, cet    | cette        | ces         |
| Birtokos névelő     | mon        | ma           | mes         |
| Birtokos névelő     | ton        | ta           | tes         |
| Birtokos névelő     | son        | sa           | ses         |
| Birtokos névelő     | notre      | notre        | nos         |
| Birtokos névelő     | votre      | votre        | vos         |
| Birtokos névelő     | leur       | leur         | leurs       |

### A határozott névelő
A határozott névelőnek három alakja létezik, hímnem egyes számban a le (e hozzávetőlegesen a magyar ö-ként hangzik), nőnem egyes számban a la (ejtsd ’lá’ rövid á-val), többes számban mindkét nemben a les (ejtsd ’lé’ rövid é-vel) alak használatos. Magánhangzóval vagy nem hehezetes h-val kezdődő főnév esetén az egyes számú határozott névelőből az e vagy az a kiesik, és az l hiányjellel kapcsolódik a főnévhez, pl. l’école ’az iskola’, l’homme ’az ember, a férfi’. Ez alól kivételt képeznek: le oui ’az igen’, la ouate ’a vatta’, le un ’az egyes’, le onze ’a tizenegyes’, le onzième ’a tizenegyedik’.
Amennyiben a le és a les' határozott névelők előtt közvetlenül az à vagy a de elöljárót használják, ezeket összevonáják:
| à + le → au   | de + le → du   |
| à + les → aux | de + les → des |

Példák: Je veux aller au match ’El akarok menni a meccsre’, Pierre va aux États-Unis ’Pierre az Egyesült Államokba megy’, Je viens du théâtre ’A színházból jövök’, Marie est rentrée des Pays-Bas ’Marie visszajött Hollandiából’.

### A határozatlan névelő
A magyar ’egy’ megfelelője hímnem egyes számban un (sztenderd kiejtése [œ̃], de sokan gyakorlatilag már csak [ɛ̃]-nek ejtik, amihez a legközelebb a magyar ’en’ áll, de a mássalhangzó nazális, tehát az n nem artikulált), nőnem egyes számban une (ejtsd ’ün’). A franciában a határozatlan névelőnek többes számú alakja is létezik, des (ejtsd ’dé’ rövid é-vel). A magyarban nemcsak hogy ennek nincs megfelelője, de az ’egy’ sem használható sokszor, miközben a franciában az un(e) mindig kötelező, amikor a főnév megszámlálható és nem meghatározott. Példák:
- J’ai un ami ’Van egy barátom’ (ha azt fejezem ki, hogy csak egy van) vagy ’Van barátom’ (ha nem hangsúlyozom ki, hogy csak egy van);
- J’ai reçu une gifle ’Kaptam egy pofont’ vagy ’Pofont kaptam’;
- J’ai des problèmes ’Gondjaim vannak’.

Elhagyandó a des határozatlan névelő, amennyiben a határozatlanul determinált főnév olyan funkciót tölt be, amelyet a de elöljárószóval realizálnak:
- képes helyhatározó:[5] Le ciel est plein d’étoiles ’Az ég csillagokkal teli’ (Szó szerint ’Az ég csillagoktól van tele’). Ellenben, ha a főnév határozottan determinált, akkor a de + les osszevonás előzi meg, amely nem tévesztendő össze a des határozatlan névelővel: Le ciel est plein des étoiles de la nuit ’Az ég az éjszaka csillagaival teli’. Ugyanakkor az egyes számú határozatlan névelő megtartandó a de elöljáró használatakor: J’ai besoin d’un conseil ’Tanácsra van szükségem’.
- birtokosokat kifejező főnévi jelző: C’est la maison de gens riches ’Ez gazdag emberek háza’. Uyanaz az összevonás használatos ebben az esetben is, ha a főnév határozottan determinált: C’est la maison des gens les plus riches du village ’Ez a leggazdagabb falubeli emberek háza’.

### Az anyagnévelő
Ez a névelő egyes számú megszámlálhatatlan konkrét és elvont főnevek elé kerül akkor, amikor a magyarban ilyeneket névelő nélkül használunk. Hímnemben du, nőnemben de la, míg magánhangzóval vagy nem hehezetes h-val kezdődő főnév esetén mindkét nemben de l’. Példák: Elle a du courage ’Van bátorsága’, Tu as acheté de la farine ? ’Vettél lisztet?’, Je mets de l’huile dans la salade ’Teszek olajat a salátába’.

### Adeelöljárószó a határozatlan és az anyagnévelő helyett
A határozatlan és az anyagnévelőt a de elöljáró váltja fel bizonyos esetekben.
1. Tagadásban többnyire megtörténik a helyettesítés. Példák:
- Je vois un chien ’Látok egy kutyát’ → Je ne vois pas de chien ’Nem látok kutyát’;
- Je bois du lait ’Iszom tejet’ → Je ne bois pas de lait ’Nem iszom tejet’.

Kivétel ez alól, ha a tagadás a névszói állítmány névszói részére vonatkozik (pl. Je ne suis pas un idiot ’Nem vagyok hülye’) vagy ha a főnevet ellentétbe helyezik más főnévvel:
- Je ne vois pas un chien mais un chat ’Nem kutyát látok, hanem macskát’;
- Je ne bois pas du lait mais du thé ’Nem tejet iszom, hanem teát’.

2. Mennyiséget kifejező határozószó vagy főnév után (beaucoup ’sok’, trop ’túl sok’, autant ’(ugyan)ennyi/(ugyan)annyi’, peu ’kevés’, plus ’több’, assez ’elég’, moins ’kevesebb’, un kilo ’egy kiló’, une heure ’egy óra’, un morceau ’egy darab’, une bouteille ’egy üveg/palack’, une tranche ’egy szelet’, un paquet ’egy csomag’, une goutte ’egy csepp’ stb.) is ez a szabály:
- Je voudrais du jambon ’Sonkát kérek’ → Je voudrais une tranche de jambon ’Egy szelet sonkát kérek’.
- Hélène a des amis ’Hélène-nek vannak barátai’ → Hélène a beaucoup d’amis ’Hélène-nek sok barátja van’.

3. Többes számú melléknévi jelző előtt, ha ez a jelzett főnév előtt áll, a választékos nyelvi regiszterben a de felváltja a des-t: Elle a acheté des roses ’Rózsákat vett’ → Elle a acheté de jolies roses ’Szép rózsákat vett’.

### A birtokos névelő
A magyar birtokos személyjelnek (’a házam’) a franciában a birtokos névelő felel meg. Ennek alakjai a birtokolt főnév nemétől és számától függően:
- hímnem egyes számban: mon / ton / son / notre / votre / leur chien ’kutyám/d/ja/nk/tok/juk’;
- nőnem egyes számban: ma / ta / sa / notre / votre / leur maison ’házam/ad/a/unk/atok/uk;
- többes számban mindkét nemben:
  - mes / tes / ses / nos / vos / leurs chiens ’kutyáim/id/i/ink/itok/ik’;
  - mes / tes / ses / nos / vos / leurs maisons ’házaim/aid/ai/aink/aitok/aik’.

Megjegyzés: a mon, ton, son alakok használatosak egyes számú, nőnemű, magánhangzóval vagy nem hehezetes h-val kezdődő birtok előtt (akár ez, akár az eléje helyezett jelzője kezdődik magánhangzóval), pl. mon adresse ’a címem’, ton histoire ’történeted’, son unique victoire ’(az) egyetlen győzelme’. Ez alól kivételt képeznek ugyanazok a szavak, mint a határozott névelő esetében, pl. ta onzième victoire ’a tizenegyedik győzelmed’.

### A mutató névelő
A magyar ’ez’, ’az’, ’ezek’, ’azok’ mutatószavakat a francia a következő névelőkkel fejezi ki:
- hímnem egyes számban:
  - mássalhangzóval vagy hehezetes h-val kezdődő főnév esetén: ce bâtiment ’ez az épület’, ce héros ’ez a hős’;
  - magánhangzóval vagy nem hehezetes h-val kezdődő főnév esetén: cet article ’ez a cikk’, cet hôtel ’ez a szálloda’;
- nőnem egyes számban, a következő szó kezdőhangjától/betűjétől függetlenül: cette fleur ’ez a virág’, cette école ’ez az iskola’, cette histoire ’ez a történet’;
- többes számban mindkét nemben, a következő szó kezdőhangjától/betűjétől függetlenül: ces bâtiments ’ezek az épületek’, ces hôtels ’ezek a szállodák’, ces écoles ’ezek az iskolák’.

A közelre, illetve távolra mutatást a főnévhez kapcsolt -ci vagy -là toldalék fejezi ki, pl. cette balle-ci ’ez a labda’, ce bâtiment-là ’az az épület’.
Napszakok esetén az aznapi napszakra utal a mutató névmás, pl. ce soir ’ma este’. A -là toldalék eredetileg csak távolra mutatott, azonban a mai nyelvben közelre is, távolra is mutathat, miközben a -ci toldalék csak közelre.

## A főnév
A francia főnév főleg a neme, az élők nőnemű alakjának képzése és a többes számú alak képzése szempontjából jelent nehézséget a nem francia ajkúak számára.

### A főnevek neme
A főnévre jellemző a nyelvtani nem, amely lehet hímnem vagy nőnem, de általában ez nem tűnik ki maga a főnév alakjából, hanem a vele egyeztetett szavakéból. Végződése alapján csak ritkán dönthető el egy főnévről, hogy milyen nemű. Bizonyos képzők meghatározzák a főnév nemét néhány kivételtől eltekintve. A kivételeket főként az egy szótagból álló (ahol a végződés nem a képzőből származik), illetve az élőlényt jelölő főnevek között találhatjuk. Néhány ilyen képző:
Hímnemű képzők:
- -ment: un jugement ’ítélet’ (egyetlen kivétel: une jument ’kanca’);
- -age: le bavardage ’a fecsegés’ (hat kivétel: une page ’oldal’, une plage ’part, sáv’, une image ’kép’, une cage ’ketrec’, la nage ’az úszás’, la rage ’a harag, a veszettség’);
- -isme: le socialisme ’a szocializmus’ (kivétel nélkül).

Nőnemű képzők:
- -tion: la libération ’a felszabadulás/felszabadítás’ (két kivétel: un bastion ’bástya’, un cation ’kation’);
- -sion une conclusion ’következtetés’ (kivétel nélkül).

Személyt jelölő főnévnek lehet egyazon alakja nemtől függetlenül, tehát csak a vele egyeztetett szó jelzi a személy nemét. Az ilyen főnevek többsége e-re végződik. Példák: un/une adversaire ’ellenfél’, un/une artiste ’művész’, un/une enfant ’gyerek’, un/une journaliste ’újságíró’, un/une touriste ’turista’ stb. Ezen utóbbiak esetén az általános fogalom kifejezéséhez a hímnemű névelőt használják, pl.: Je cherche un journaliste qui saurait quelque chose à ce sujet ’Keresek egy újságírót, aki esetleg tud erről valamit’.
A fentieken kívül is vannak ugyanolyan alakú szavak a két nemben, de ezek különböző jelentésűek:
| Hímnemű     | Hímnemű          | Nőnemű       | Nőnemű                 |
| ----------- | ---------------- | ------------ | ---------------------- |
| un finale   | finálé           | une finale   | döntő (sporteseményen) |
| un livre    | könyv            | une livre    | font (súlymérték)      |
| un mi-temps | részmunkaidő     | une mi-temps | félidő                 |
| un moule    | minta, öntőforma | une moule    | kagyló                 |
| un platine  | platina          | une platine  | lemezjátszó            |
| un poêle    | kályha           | une poêle    | serpenyő               |
| un poste    | hely, poszt      | une poste    | posta                  |
| un solde    | egyenleg         | une solde    | zsold                  |
| un somme    | álom             | une somme    | összeg                 |
| un tour     | kör, túra        | une tour     | torony                 |
| un vase     | váza             | une vase     | iszap                  |

A legtöbb személy- és állatnevet nőnembe lehet tenni a hímnemű alakból kiindulva úgy, mint a mellékneveket. Ennek módszereit lásd lentebb, a Melléknév szakaszban.

### A főnevek többes száma
A legtöbb főnév többes számba tehető. Általában ez nem hallható, csak írásban jelölik szóvégi s vagy x betűvel, azon viszonylag ritka eseteken kívül, amikor a főnév és a következő szó között hangkötés van [z]-vel: les affaires intérieures ’a belügyek’.
Az egyes számban -e-re végződő akár hímnemű, akár nőnemű főnevek többes számú alakja mind -s végződést kap.
X-szel jelölik az egyes számban -eau-ra vagy -au-ra, valamint a legtöbb -eu-re végződő szavak többes számát: des bouleaux ’nyírfák’, des tuyaux ’csövek’, des feux ’tüzek’.
Ugyancsak -aux-ra végződik a legtöbb egyes számban -al-ra vagy -ail-ra végződő szó többes száma: un animal / des animaux ’állat(ok)’, un corail / des coraux ’korál(ok)’. Ezek az egyedüli olyan szavak, amelyek többes számát hallani is lehet. Ettől a kivételtől is vannak kivételek: un bal / des bals ’bál(ok)’, un carnaval / des carnavals ’karnevál(ok)’, un festival / des festivals ’fesztivál(ok)’.
Az egyes számban s, x vagy z betűre végződő szavak többes száma írásban sem különbözik az egyes számuktól: un pays / des pays ’ország / országok’, une noix / des noix ’dió / diók’, un nez / des nez ’orr / orrok’.
A páros testrészeket és a hozzájuk kapcsolódó ruhadarabokat többes számban használják, pl.: Elle a de longues jambes ’Hosszú lábai vannak’ vagy Je lui ai acheté de nouvelles chaussures ’Vettem neki új cipőt’.

### Tulajdonnevek
A franciáknál viszonylag gyakoriak a kettős keresztnevek, amelyeket mindig együtt használnak, pl. Jean-Paul (hímnemű), Marie-Françoise (nőnemű). A férfi kettős keresztnevek esetén az egyik Marie is lehet, amely tipikusan női. Ez általában követi a férfi keresztnevet (Jean-Marie), de nem mindig. Van például Marie-Joseph, Marie-Charles stb. keresztnevű férfi is.
A városneveket általában nem használják névelővel, kivéve ha jelzőjük van (pl. le Paris de mes rêves ’az álmaim Párizsa’, le vieux Marseille ’a régi Marseille’), de bizonyos városnevek önmagukban is rendelkeznek névelővel (pl. Le Mans, Le Havre, La Rochelle, Le Caire ’Kairó’). Ezeket minden esetben ki kell tenni a városnév elé, a de és az à elöljárókkal pedig a le egybeolvad (pl. Ce train vient du Mans ’Ez a vonat Le Mans-ból jön’, Je vais au Caire ’Kairóba megyek’).
Az ország-, a kontinens- és a régióneveket határozott névelővel használják jelző nélkül is (kivétel Israël ’Izrael’). A legtöbb ország neve, akárcsak az öt kontinensé, nőnemű, és e-re végződik (pl. la France ’Franciaország’, la Hongrie ’Magyarország’, l’Asie ’Ázsia’), de vannak hímnemű országnevek is, melyek között néhány -e-re végződik: le Danemark ’Dánia’, le Chili ’Chile’, le Japon ’Japán, le Portugal ’Portugália’, le Cambodge ’Kambodzsa’, le Zimbabwe ’Zimbabwe’, le Mexique ’Mexikó’. Az Amerikai Egyesült Államok és Hollandia francia nevét többes számú névelővel használják [les États-Unis (ejtsd [lezetazy'ni] – megközelítően ’lézétázüni’) és les Pays-Bas (ejtsd [lepɛi'ba] ’lépeibá’).
A magyar ’-ba/-be’ és ’-ban/-ben’ ragok megfelelője a nőnemű ország- és régiónevekkel az en elöljáró, névelő nélkül: en Pologne ’Lengyelországba(n)’, en Transylvanie ’Erdélybe(n)’. Ugyanaz vonatkozik a magánhangzóval kezdődő hímnemű országnevekre is: en Iran ’Iránba(n)’. Ebben a funkcióban a többi hímnemű és egyes számú országnév az à elöljárót kapja, amely egybeolvad a le névelővel: au Japon ’Japánba(n)’. A többes számú országnevek elé is ugyanaz az elöljáró kerül, a les névelővel egybeolvadva: aux États-Unis ’az Egyesült Államokba(n)’.

## A melléknév
A francia melléknév hasonlít a főnévre a nőnemű és a többes számú alak képzését tekintve.

### A melléknevek nőnemű alakja
A nőnemű alak képzése általában a valamikor kiejtett, de a mai franciában néma -e toldalék hozzáadásával történik. A beszédben tulajdonképpen az -e előtt álló legtöbb mássalhangzó (ha van ilyen) némáról kiejtetté válása, és esetleg más hangváltozások jelzik a nőnemet. A képzés különböző írásbeli változásokkal is járhat az -e hozzáadásán kívül. Az alábbiakban bemutatjuk a gyakoribb képzési jelenségeket.
1. Amennyiben a melléknév hímnemű alakja e-re végződik, akkor a két nem alakja megegyezik (pl. sensible ’érzékeny’).
2. Az -e hozzáadása nem változtat a kiejtésen a következő esetekben:
- A melléknév hímnemű alakja más orális magánhangzóra végződik, mint e: poli → polie ’udvarias’;
- A melléknév hímnemű alakja -l-re végződik:
  - Írásban az l egyszerű marad az -al végződésben: original → originale ’eredeti’.
  - Írásban az l-t megkettőzik (de a kiejtésben nem lesz hosszú) az -el végződésben és a nul szóban: naturel → naturelle ’természetes’, nul → nulle ’semmis, értéktelen’.

3. Az -e hozzáadása kiejtetté teszi a hímnemű alak szóvégi mássalhangzóját, más hangváltozás nélkül. Ez esetben:
- Olykor a mássalhangzó egyszerűen írandó: plat → plate ’lapos’.
- Máskor a mássalhangzót megkettőzik írásban: bas → basse ’alacsony’, muet → muette ’néma’.
- Egyes -et-re végződő melléknevek t-jét nem kettőzik meg, hanem az e tompa ékezetet kap: complet → complète ’teljes’.
- Egyes esetekben a hímnemű melléknév szóvégi mássalganzójának az írott alakja nem felel meg a nőnemű alakban kiejtett mássalganzóéval, de ez csupán helyesírási jelenség. Ide tartozik az összes -eux-re végződő melléknév (pl. dangereux → dangereuse ’veszélyes’), valamint a faux → fausse ’hamis’, doux → douce ’édes’ melléknevek.

4. Az -e hozzáadása kiejtetté teszi a hímnemű alak szóvégi mássalhangzóját, és más hangváltozás is jelen van:
- A nazális magánhangzóra végződő melléknevek esetében a magánhangzó orális lesz, az írott n-t pedig [n]-nek ejtik, és a legtöbb esetben megkettőzik írásban: ancien → ancienne ’régi’, bon → bonne ’jó’.
- Az -er végződés esetén az r-t kiejtik, és az e zárt [e]-ről nyílt [ɛ]-re vált, írásban tompa ékezettel: premier → première ’első’.

5. Hangzásban rendhagyó esetek:
- Az -f végződés -ve-re vált (a kiejtésben [f] → [v]): actif → active ’aktív’;
- gentil → gentille (néma l → [j]-nek ejtett lle) ’kedves’;
- sec → sèche [sɛk] → [sɛʃ] ([ʃ] – magyar írott s) ’száraz’;
- blanc → blanche (néma c → [ʃ]) ’fehér’;
- favori → favorite ’kedvenc’.

### Háromalakú melléknevek
Néhány gyakran használt melléknévnek két hímnemű alakja van. A magánhangzóra végződő alak akkor használatos, amikor a melléknévhez nem kötődik szó, például ha névszói állítmányban vesz részt (Il fait beau ’Szép idő van’), vagy ha jelzőként mássalhangzóval kezdődő főnév előtt áll: un beau château ’szép kastély’. A mássalhangzóra (amely mindig az l) végződő alak magánhangzóval kezdődő főnév elé kerül: un bel enfant ’szép (fiú)gyermek’.
A háromalakú melléknevek a következők:
| Hímnem egyes szám | Hímnem egyes szám | Nőnem egyes szám | Hímnem többes szám | Nőnem többes szám | Jelentés |
| ----------------- | ----------------- | ---------------- | ------------------ | ----------------- | -------- |
| beau              | bel               | belle            | beaux              | belles            | szép     |
| fou               | fol               | folle            | fous               | folles            | bolond   |
| mou               | mol               | molle            | mous               | molles            | puha     |
| nouveau           | nouvel            | nouvelle         | nouveaux           | nouvelles         | új       |
| vieux             | vieil             | vieille          | vieux              | vieilles          | öreg     |

A melléknevek többes száma ugyanúgy képződik, mint a főneveké, ugyanazokkal a kivételekkel (lásd fentebb).

### A melléknevek egyeztetése
Általában a melléknevet jelző minőségében mindig egyeztetni kell a jelzett szóval, valamint névszói állítmány névszói részeként a mondat alanyával: C’est une grande région, où il y a un grand lac, de grands centres industriels et d’autres grandes villes ’Ez nagy régió, ahol van egy nagy tó, nagy ipari centrumok és más nagy városok’.
Néhány kivétel is van ez alól. Az egyik ilyen a grand ’nagy’ melléknév egyes archaizálódott összetett szavakban, pl. une grand-mère ’nagymama’, ce n’est pas grand-chose ’(ez) nem nagy dolog/ügy’, mivel az ófranciában a grand-nak csak ez az egyes számú alakja volt a két nemben.
Más kivétel a névszói állítmány névszói részének esete a beszélt nyelvben használt egyik kiemelő szerkezetben: Cette invitation est très gentille ’Ez a meghívás nagyon kedves’ (kiemelés nélkül) → C’est très gentil, cette invitation ’Nagyon kedves ez a meghívás’.
A több főnévre vonatkozó melléknév mindig többes számba teendő. Amennyiben a jelzett szavak között van(nak) hímnemű(ek), akkor a melléknév is hímnemű alakját veszi fel (a jelző elé közvetlenül egy hímnemű főnevet ajánlatos helyezni): une ville et un village italiens ’egy olasz város és egy olasz falu’.

### A melléknév fokozása
A melléknevek mind felfelé, mind lefelé fokozhatóak.
Középfok:
- plus + melléknév: plus cher ’drágább’;
- moins + melléknév: moins cher ’kevésbé drága’ = ’olcsóbb’.

Felsőfok:
- határozott névelő (le, la vagy les) + plus + melléknév: le plus fort ’a legerősebb’;
- határozott névelő (le, la vagy les) + moins + melléknév: la moins gentille ’a legkevésbé kedves’.

A bon ’jó’ melléknév fokozása részben rendhagyó. Középfok: meilleur(e)(s) ’jobb(ak)’, felsőfok: le/la/les meilleur(e)(s) ’a legjobb(ak)’, de moins bon(ne)(s) ’kevésbé jó(k)’ és le/la/les moins bon(ne)(s).
A mauvais ’rossz’ fokozására a szabályos alakok is, és a rendhagyó pire ’rosszabb’, le/la/les pire(s) ’a legrosszabb(ak)’ alakok is használhatóak, azzal a különbséggel, hogy csak az utóbbiak használhatóak valami rosszat beleértő elvont főnevekkel (pl. la pire souffrance ’a legrosszabb szenvedés’), egyéb főnevekkel pedig választékos, és a szokásos regiszterben a szabályos alak használt: la pire / plus mauvaise des solutions ’a legrosszabb megoldás’.
A melléknevek fokozása a plus vagy moins elé helyezett bien vagy beaucoup szavakkal tovább fokozható, pl. C’est bien/beaucoup plus intéressant ’Ez sokkal érdekesebb’.
A melléknévi jelző helyét illetően a főnévi csoportban lásd Francia mondattan, Jelzős főnévi csoport.

## A számnév
A főbb számnévfélék a tőszámnév, a sorszámnév és a törtszámnév. A franciában vannak olyan számnevek is, melyek specifikus képzővel fejeznek ki hozzávetőleges mennyiséget.

### A tőszámnevek
A francia tőszámnevek használhatók determinánsokként és főnevekként is ugyanabban az alakban: J’ai deux vélos. Les deux sont bons. ’Két biciklim van. Mind a kettő jó’, Je prends le bus ligne deux ’A kettes busszal utazom’.
Csak az 1-nek megfelelő számnak vannak nemek szerinti alakjai: J’ai un frère et une sœur ’Egy fivérem és egy nővérem van’.
Többes számba teszik a következő számneveket az alábbi helyzetekben:
- a vingt ’húsz’ számnevet, amikor alkotóeleme a 80-nak megfelelő összetett számnévnek, de csak akkor, ha nem követi őt más elem a szóban: quatre-vingts ’nyolcvan’, de quatre-vingt-un ’nyolcvanegy’, quatre-vingt-dix ’kilencven’;
- a cent ’száz’ számnevet a 200, 300 stb. számokban, de nem a nullától különböző számjegyeket tartalmazó ilyen számokban: deux cents ’kétszáz’, de deux cent un ’kétszázegy’;
- az -illion-ra végződő (például million ’millió’) és milliard számneveket, amelyek egyébként csak főnevek, és ennek megfelelően viselkednek: trois millions d’habitants ’három millió lakos’.

A fentiekkel ellentétben a mille ’ezer’ számnevet soha sem teszik többes számba (trois mille ’háromezer’, trois mille cinq ’háromezeröt’), az ’egy ezer’ megfelelője pedig csak mille, un nélkül.
Az -illion-ra végződő és a milliard számneveket általában a de elöljáró követi, amely összeköti a szócsoportbeli főnévvel: trois millions d’habitants, cinq milliards d’années ’öt milliárd év’. Azonban a million-t tartalmazó számot nem követi a de, ha még van utána számjegy: un million cinq tonnes ’egy millió öt tonna’. Akkor sincs jelen a de, amikor a million viszonylag nagy, a milliard-t is tartalmazó szám utolsó eleme: un milliard deux-cent millions euros ’egy milliárd kétszáz millió euró’.
Megjegyzendő, hogy a franciában az un, une számnéven kívüli számnév-determinánsokkal alkotott főnévi csoportban a főnevet mindig többes számba kell tenni.
A helyesírással kapcsolatban megemlítendő az, hogy az 1990-es reformjavaslat értelmében minden több számjegyből álló számot kötőjellel elemei között lehet írni, beleértve az et kötőszót tartalmazókat. Csak a million-t és a milliard-t nem kötik a többi szóhoz. Igaz, hogy nem minden nyelvész követi ezeket a javaslatokat. Ezek szerint például 999 999 € előfordul a neuf cent quatre-vingt-dix-neuf mille neuf cent quatre-vingt-dix-neuf euros hagyományosan írott alakban, de neuf-cent-quatre-vingt-dix-neuf-mille-neuf-cent-quatre-vingt-dix-neuf euros alakban is, vagy 21-et írják vingt et un-ként, de vingt-et-un-ként is.

### A sorszámnevek
A franciában a sorszámneveket a tőszámnevekből képezik az -ième képzővel. Csupán az un, une-nek felel meg más tövű szó, premier, première ’első’, a deux-nek pedig két sorszám megfelelője van, az egyik képzett (deuxième ’második’), a másik más tövű szó, second, seconde. Az összetett sorszámnevekben viszont mindkét tőszámnévnek csak a képzett megfelelője használatos: vingt-et-unième ’huszonegyedik’, trente-deuxième ’harminckettedik’.

### A törtszámnevek
A törtszámneveket általában olyan főnévi csoport alkotja, melynek első tagja egy determináns tőszámnév, a második pedig egy sorszámnév. Ez utóbbi csak hímnemű lehet és számban egyezik az tőszámnévvel: un cinquième ’egy ötöd’, deux dixièmes ’két tized’. Néhány kivételben az utolsó elem nem képzett, és az egyiknek nőnemű alakja is van: un demi vagy une demie ’egy fél’, deux tiers ’két harmad’ és trois quarts ’három negyed’.
A számtanban a következőképpen olvassák a törteket:
- 1/5 – un sur cinq (szó szerint ’egy ötön’);
- 1,5 – un virgule cinq (szó szerint ’egy vessző öt’).

### A hozzávetőleges számnevek
Néhány tőszámnevet hozzávetőlegessé lehet tenni képző segítségével. A mille ’ezer’ számnevet így lehet az -ier képzővel un millier-vé tenni, és akkor ’kb. (egy) ezer’ a jelentése. Ez a képző csak mille esetében használatos ebben az értelemben. A többi számhoz az -aine képzőt adják hozzá: dix → une dizaine ’kb. tíz’, quinze → une quinzaine ’kb. tizenöt’, vingt → une vingtaine ’kb. húsz’, trente → une trentaine ’kb. harminc’, quarante → une quarantaine ’kb. negyven’, cinquante → une cinquantaine ’kb. ötven’, soixante → une soixantaine ’kb. hatvan’ és cent → une centaine ’kb. száz’.
Az -aine képzőt egy esetben pontos számra is használják. Ez a douze ’tizenkettő’-ből képzett une douzaine ’egy tucat’, amelyet meg is lehet felezni: une demi-douzaine ’egy féltucat’. Van még a huit ’nyolc’-ból képzett une huitaine, amely csak napokra vonatkozik, főnévként jelentése ’egy hét’.
Ezeket a számneveket a de elöljáró köti főnévhez, egyesek többes számba is tehetők, és mindig vagy tőszámnév, vagy határozott névelő, vagy a des határozatlan névelő előzi meg: Il a une quarantaine d’années ’kb. negyvenéves’, deux douzaines ’két tucat’, des dizaines de milliers de manifestants ’több tízezer tüntető’, la dizaine de livres qu’il a lus ’az a kb. tíz könyv, amit elolvasott’. Személy korát is ki lehet fejezni a la névelős ilyen számnévvel, az années ’évek’ szó nélkül: Elle avait presque la cinquantaine ’Majdnem ötvenéves volt’.

## A névmások

### A személyes névmások
A francia személyes névmások két sorozatból álló rendszert alkotnak. Az egyik olyan szavakból áll, melyek mindig hangsúlyosak, a másik igével együtt egyetlen fonetikai szót alkotó, a legtöbb helyzetben hangsúlytalan szavakból. Az utóbbiakat két alosztályba lehet szorolni: tulajdonképpeni személyes névmások és határozói névmásoknak nevezettek. A mindig hangsúlyosak mind tulajdonképpeni személyes névmások.

#### A tulajdonképpeni személyes névmások alakjai
| Szám, személy és nem | Szám, személy és nem | Mondattani funkció        | Mondattani funkció                        | Mondattani funkció             | Mondattani funkció                        | Mondattani funkció                              | Mondattani funkció                                      | Mondattani funkció                                            |
| Szám, személy és nem | Szám, személy és nem | Alany                     | Alany                                     | Tárgy                          | Tárgy                                     | Részeshatározó                                  | Részeshatározó                                          | Más határozó                                                  |
| Szám, személy és nem | Szám, személy és nem | Hangsúlytalan             | Hangsúlyos                                | Hangsúlytalan                  | Hangsúlyos                                | Hangsúlytalan                                   | Hangsúlyos                                              | Hangsúlyos                                                    |
| -------------------- | -------------------- | ------------------------- | ----------------------------------------- | ------------------------------ | ----------------------------------------- | ----------------------------------------------- | ------------------------------------------------------- | ------------------------------------------------------------- |
| E/1                  | E/1                  | Je parle ’Beszélek’       | Moi, je parle ’Én beszélek’               | Il me regarde ’Néz engem’      | C’est moi qu’il regarde ’Engem néz’       | Il me téléphone ’Telefonál nekem’               | À moi, il me téléphone ’Nekem telefonál’                | Il vient avec moi ’Velem jön’                                 |
| E/2                  | E/2                  | Tu viens ? ’Jössz?’       | Toi, tu viens ? ’Te jössz?’               | Il te connaît ’Ismer téged’    | Toi, il te connaît ’Téged ismer’          | Il te parle ? ’Szól hozzád?’                    | À toi, il te parle ? ’Hozzád szól-e?’                   | Elle fait ça pour toi ’Érted teszi’                           |
| E/3                  | Hímnem               | Il écrit ’Ír’             | C’est lui qui écrit ’Ő ír’                | Je le comprends ’Értem őt’     | Lui, je le comprends ’Őt értem’           | Je lui écris ’Írok neki’                        | Je lui écris à lui ’Neki írok’                          | Que savez-vous de lui ? ’Mit tud róla?’                       |
| E/3                  | Nőnem                | Elle pleure ’Sír’         | Elle, elle ne pleure pas ’Ő nem sír’      | Je la vois ’Látom (őt)’        | Je ne la vois pas, elle ’Őt nem látom’    | Je lui écris ’Írok neki’                        | Je lui écris à elle ’Neki írok’                         | Je pars sans elle ’Nélküle megyek el’                         |
| T/1                  | T/1                  | Nous restons ’Maradunk’   | C’est nous qui restons ’Mi maradunk’      | Il nous invite ’Meghív minket’ | C’est nous qu’il invite ’Minket hív meg’  | Il nous donne la clé ’Ideadja nekünk a kulcsot’ | C’est à nous qu’il donne la clé ’Nekünk adja a kulcsot’ | Il agit contre nous ’Ellenünk cselekszik’                     |
| T/2                  | T/2                  | Vous partez ? ’Elmentek?’ | C’est vous qui partez ? ’Ti mentek el?’   | Je vous écoute ’Hallgatom önt’ | C’est vous que j’entends ’Titeket hallak’ | Que vous propose-t-il ? ’Mit javasol maguknak?’ | À vous, que vous propose-t-il ? ’Maguknak mit javasol?’ | J’ai confiance en vous ’Bízom önben’                          |
| T/3                  | Hímnem               | Ils voyagent ’Utaznak’    | Eux, ils ne voyagent pas ’Ők nem utaznak’ | Je les vois ’Látom őket’       | Je les vois, eux ’Őket látom’             | Écrivez-leur ! ’Írjatok nekik!’                 | Écrivez-leur, à eux ’Nekik írjatok!’                    | Je compte sur eux ’Számítok rájuk’                            |
| T/3                  | Nőnem                | Elles rient ’Nevetnek’    | Ce sont elles qui rient ’Ők nevetnek’     | Je les vois ’Látom őket’       | Je les vois, elles ’Őket látom’           | Écrivez-leur ! ’Írjatok nekik!’                 | Écrivez-leur, à elles ’Nekik írjatok!’                  | J’ai réussi grâce à elles ’Nekik köszönhetően sikerült nekem’ |

##### A hangsúlytalan alakok
A je, me, te, le és la névmásoknak hangkivetéses alakja is van: j’, m’, t’, l’: J’écris ’Írok’, Il m’a vu(e) ’Látott engem’, Je t’écoute ’Hallgatlak’, Je l’ai entendu(e) ’Hallottam őt’ (a férfit vagy a nőt).
A hangsúlytalan alakok csak közvetlenül ige vagy igenév mellett használhatók. Másrészt igének (felszólító módban állón kívül) csak külön szóval is kifejezett alanya lehet, ezért, ha ez nem hangsúlyos szó, akkor hangsúlytalan névmásnak kell lennie. Ha az ige személytelen, akkor is van hangsúlytalan névmással kifejezett látszólagos, nem igazi alanya, amely lehet il vagy a ce mutató névmás (lásd lentebb, a Mutató névmások szakaszban): Il neige ’Havazik’. Il megjelenik személytelen vagy személytelenként használt igékkel is, amikor az igazi alany is ki van fejezve szóval: Il faut travailler ’Dolgozni kell’, Il manque un boulon ’Hiányzik egy csavar’. Ez az il semleges a nem szempontjából.
Ugyancsak semleges a tárgyi funkciójú le névmás a következő esetekben:
- amikor mondatot helyettesít: – Tu sais que Charles est là ? – Je le sais ’– Tudod-e, hogy Charles itt van? – Tudom’;
- amikor főnévi igenevet vagy ennek csoportját helyettesíti: Je veux inviter tous mes amis et je le ferai ’Meg akarom hívni az összes barátomat, és ezt meg fogom tenni’;
- amikor melléknévvel kifejezett névszói igenév névszói részét helyettesíti: – Tu es fatigué ? – Je le suis ’– Fáradt vagy? – Az vagyok.’

A hangsúlytalan me, te, nous, vous alakokat visszaható névmásként is használják, de a harmadik személyű visszaható névmás nem szerepel a fenti táblázatban, mert csak visszaható. Alakja se nemtől és számtól függetlenül. Mindezek funkciója lehet tárgyi is, részeshatározói is. Példák: Je me lave (tárgy) ’Mosakszom’, Tu t’es vu dans le miroir ? (tárgy) ’Láttad magad a tükörben?’, Nous nous sommes écrit (részeshatározó) ’Írtunk egymásnak’, Vous vous êtes rencontrés ? (tárgy) ’Találkoztatok-e (egymással)?’, Ils se sont envoyé des messages (részeshatározó) ’Üzeneteket küldtek egymásnak’.
A je névmáson kívül az alanyi funkciójú általában hangsúlytalan alakokra hangsúly esik a fordított szórendű kérdő mondatban, mivel a névmás lesz a fonetikai szót alkotó igei csoport utolsó szótagja: Comprends-tu ? ’Érted-e?’
A felszólító mód parancsoló alakjában álló ige és a névmással kifejezett bővítményei között is fordított a szórend, és ekkor is az egyetlen névmás vagy az utolsó a lehetséges kettő közül hangsúlyt kap, sőt, a me és a te alakok helyett a moi, illetve a toi alakokat használják: Fais-le ! ’Csináld meg!’, Regarde-moi ! ’Nézz rám!’, Lève-toi ! ’Kelj fel!’

##### A hangsúlyos alakok
Egyes alanyi funkciójú hangsúlytalan névmások hangsúlyos megfelelője különböző alakú a hangsúlytalantól (moi, toi, lui, eux), de másoké nem: elle, nous, vous, elles. Ezek közül a vous-t használják úgy a ’maga’, mint az ’ön’ megfelelőjeként.
A hangsúlyos névmásokat majdnem mindig az igétől elválasztva használják, és többnyire kiemelés céljából. Egyes kiemelő szerkezetekben a névmás által kifejezett mondatrészt kétszer fejezik ki, hangsúlyos és hangsúlytalan alakjával. A kiemelt alany esetében lehetséges csak a hangsúlyos alak használata is, amely ekkor közvetlenül az ige elé kerül: Eux, ils ne voyagent pas vagy Eux ne voyagent pas ’Ők nem utaznak’. Beszédben csak rövid szünettel, írásban vesszővel elválasztva, felszólító módú ige előtt is előfordul hangsúlyos alakú névmás, ugyancsak kiemelés céljából: Toi, reste ici ! ’Te maradj itt!’
Másféle határozókat kifejező névmás, mint a részeshatározó csak elöljárós és hangsúlyos lehet, de nem mindig kiemelt.
Az elöljárós névmások csak személyre, esetleg állatra vonatkozhatnak.
Kötőszó után is a hangsúlyos alakokat használják: Ce n’est pas moi qui ai cassé la vitre mais lui ’Nem én törtem be az ablakot, hanem ő’, Ils sont plus pauvres que nous ’Ők szegényebbek, mint mi’.
A se hangsúlytalan visszaható névmás hangsúlyos megfelelője soi, amelyet csak elöljáró vagy kötőszó után használnak, és csak meghatározatlan személyre vonatkozóan, például közmondásokban: Chacun pour soi et Dieu pour tous ’Mindenki önmagáért, és Isten mindenkiért’, On trouve toujours plus petit que soi ’Mindig talál az ember kisebbet, mint önmaga’.
A hangsúlyos névmásokat meg lehet erősíteni a même(s) szó ezekhez való hozzáadásával (írásban kötőjellel): Je l’ai fait moi-même ’(Saját) magam csináltam’.
A birtokos személyét megerősítendő is használják a hangsúlyos személyes névmásokat, az à elöljáróval: C’est ma maison à moi ’Ez az én házam’. Ez a szócsoport szinonimája is lehet a birtokos névmásnak, sőt, a létigével a személyes névmást preferálják: Cette voiture est la mienne = Cette voiture est à moi ’Ez az autó az enyém’.
A személyes névmások helyét lásd a Francia mondattan szócikk Hangsúlytalan mondatrészeket is tartalmazó állító mondat és A felszólító mondat szakaszaiban.

#### A határozói névmások
Egyes nyelvészek még két névmást, az y-t és az en-t is személyes névmásoknak tekintenek, melyekben mások külön névmásfajtát látnak. Az utóbbi nem tévesztendő össze az en elöljárószóval. A legtöbbször hangsúlytalanok, kivéve amikor a felszólító mód parancsoló alakjában levő ige bővítményei.

##### Y
Az y névmásnak két mondattani funkciója lehet.
Helyhatározóként akármilyen helyet kifejező elöljárós (a de-n kívül) névszói csoportot helyettesíthet. Példák:
- Les enfants vont au musée d’histoire ’A gyerekek a történeti múzeumba mennek’ → Les enfants y vont ’A gyerekek odamennek’;
- Le soir, nous regardons la télé dans le séjour ’Este a nappaliban nézzük a tévét’ → Le soir, nous y regardons la télé ’Este ott nézzük a tévét’.

Képes helyhatározóként több szószerkezetet helyettesíthet, de csak olyat, amelyben az à elöljáró szerepel:
- Olyan főnévi csoportra utal, amelyben a főnév élettelen: Je pense souvent à mes aventures ’Gyakran gondolok (vissza) a kalandjaimra’ → J’y pense souvent ’Gyakran gondolok vissza azokra/rájuk’. Személlyel kapcsolatban nem helyes a használata a sztenderd nyelvváltozatban. Ebben az esetben a személyes névmás hangsúlyos alakját használják az à elöljáróval: Je pense souvent à mes grands-parents ’Gyakran gondolok a nagyszüleimre’ → Je pense souvent à eux.
- Utalhat à + főnévi igenévi csoportra is: Elle renonce à partir demain ’Lemond a holnapi elutazásról’ → Elle y renonce ’Lemond róla’.
- Végül képes-helyhatározói mellékmondatot is helyettesíthet, ha ez az À quoi... ? kérdésre válaszol: Il réfléchit à ce que tu lui as dit ’Gondolkodik azon, amit mondtál neki’ → Il y réfléchit ’Gondolkodik rajta’.

Y jelen van néhány olyan állandósult szókapcsolatban, amelyben nem elemezhető, pl. il y a ’van, létezik’, ça y est ’kész, megvan’ stb.

##### En
Az en névmásnak több funkciója lehet, mint az y-nek. Többségükben az a közös, hogy olyan szócsoportokat helyettesíthet, amelyekben a de elöljáró vesz részt. Ez a névmás kivételesen utalhat személyre is, amikor tárgyi funkciója van.
Helyhatározóként csak de elöljárós névszói csoportot helyettesíthet: – Tu vas à Bordeaux ? – Non, j’en viens (beleértve Je viens de Bordeaux) ’– Bordeaux-ba mész?’ – Nem, onnan jövök’.
Képes helyhatározóként helyettesíthet:
- de elöljárós névszói csoportot: J’ai besoin de ce livre ’Szükségem van erre a könyvre’ → J’en ai besoin ’Szükségem van rá’. Ha a képes helyhatározó személy, akkor itt is hangsúlyos személyes névmás használandó: J’ai besoin de ma mère ’Szükségem van az édesanyámra’ → J’ai besoin d’elle;
- de elöljárós főnévi igenévi csoportot: Il est content de me voir ’Örül, hogy lát (engem)’ → Il en est content ’Örül neki/ennek’;
- a De quoi... ? kérdésre válaszoló képes-helyhatározói mellékmondatot: Je suis sûr que tu réussiras ’Biztos vagyok benne, hogy sikerülni fog neked’ → J’en suis sûr ’Biztos vagyok benne’.

Tárgyként a következőket helyettesítheti:
- anyagnévelős főnévi csoportot: – Tu bois du vin rouge ? – J’en bois. ’– Iszol vörösbort? – Iszom.’;
- határozatlan névelős főnévi csoportot: Elle a acheté des fleurs ’Vett virágot’ → Elle en a acheté ’Vett’;
- a fenti névelők helyett használt de elöljárós névszói csoportot (lásd fentebb, a Névelők szakaszban, e helyettesítés eseteit): Je n’ai pas de pain ’Nincs kenyerem’ → Je n’en ai pas ’Nincs (nekem)’;
- determináns használatú tőszámneves főnévi csoport főnevét: Elle a deux enfants ’Két gyereke van’ → Elle en a deux ’Kettő van neki’;
- határozatlan determinánsos főnévi csoport főnevét: On a déjà écouté quelques candidats ’Már meghallgattak néhány jelöltet’ → On en a déjà écouté quelques-uns ’Már meghallgattak néhányat’. Itt a határozatlan determináns névmásra vált.

Amint látszik, tárgyként en-nak nincs más magyar megfelelője, mint annak beleértése, amit helyettesít.
En de elöljárós, élettelen birtokost kifejező jelző helyett is állhat: Je connais tous les détails de la question ’A kérdés minden részletét ismerem’ → J’en connais tous les détails ’Minden részletét ismerem’.
En is előfordul állandósult szószerkezetekben, mint például a s’en aller ’elmenni’ igében: Je m’en vais ’Elmegyek’.
A határozói névmások helyét illetően lásd a Francia mondattan szócikk A kanonikus állító mondat és A felszólító mondat szakaszait.

### A birtokos névmások
Jelentésben a magyar birtokos névmással egyeznek meg, alakjuk a birtokolt tárgy nemétől és számától függ:
| Személy | Egyes szám | Egyes szám  | Jelentés  | Többes szám | Jelentés                |
| Személy | Hímnem     | Nőnem       | Jelentés  | Többes szám | Jelentés                |
| ------- | ---------- | ----------- | --------- | ----------- | ----------------------- |
| 1.      | le mien    | la mienne   | az enyém  | le/la nôtre | a miénk                 |
| 1.      | les miens  | les miennes | az enyéim | les nôtres  | a mieink                |
| 2.      | le tien    | la tienne   | a tiéd    | le/la vôtre | a tiétek / az Ön(ök)é   |
| 2.      | les tiens  | les tiennes | a tieid   | les vôtres  | a tieitek / az Ön(ök)éi |
| 3.      | le sien    | la sienne   | az övé    | le/la leur  | az övék                 |
| 3.      | les siens  | les siennes | az övéi   | les leurs   | az övéik                |

Példák mondatokban: Notre appartement est plus grand que le leur ’A mi lakásunk nagyobb, mint az övék’, Utilise ta serviette, pas la mienne ’Használd a te törülköződet, nem a enyémet!’

### A mutató névmások
Kétféle francia mutató névmás van: változó alakú, azaz nemben és számban egyeztetett azzal a főnévvel, amelyre utal, és változatlan alakú, semlegesnek is nevezett.

#### A nemben és számban egyeztetett mutató névmások
Ezek a névmások grammatikai nemmel rendelkező, élő vagy élettelen főnevet helyettesítenek. Példák:
1. L’ascenseur de gauche est en panne, prenez celui de droite ’A bal oldali lift hibás, menjen a jobb oldalival’ – hímnem egyes szám;
2. Quelle est votre voiture ? Celle-ci ou celle-là ? ’Melyik az ön kocsija? Ez vagy az?’ – nőnem egyes szám;
3. Les vêtements en synthétique sèchent plus vite que ceux en coton ’A műszálból készült ruhák hamarabb száradnak, mint a pamutból valók’ – hímnem többes szám;
4. Les fleurs sauvages sont celles que je préfère ’A vadvirágok azok, amelyeket jobban szeretek’ – nőnem többes szám;
5. Il y a trop d’accidents sur les routes ; ceux causés par l’alcool sont les plus fréquents ’Túl sok a közúti baleset; az alkohol által okozottak a leggyakoribbak’.

Megjegyzések:
- Ezeket a mutató névmásokat mindig egy szócska vagy jelző követi. A szócskák elvben közelséget (-ci) vagy távolságot (-là) jelölnek (2. példa), de egyszerűen ellentétet is jelezhetnek, akkor is, ha a beszélőtől két egyenlően távol található lényről vagy dologról van szó. Egyébként a beszélt nyelvben a -ci-t gyakran a -là helyettesíti. Azonban az írott nyelvben használatosak a -ci-s alakok a szövegben hozzájuk közelebb álló szóra utalva is, abból a célból, hogy főnevek lehetséges összetévesztését küszöböljék ki: Jean va voir son voisin. Celui-ci lui annonce qu’il va déménager ’Jean meglátogatja a szomjédját. Ez tudatja vele, hogy el fog költözni’. Ha celui-ci helyett il lenne, ami grammatikailag helyes, nem lehetne tudni, ki fog elköltözni.[30]
- Mivel élettelent nem helyettesíthet elöljárós személyes névmás, a -ci/-là-s alakokat használják erre a célra: En 1992, le Gouvernement fédéral décide de consulter les personnes qui vivent dans la pauvreté dans le but de lutter plus efficacement contre celle-ci ’1992-ben a Szövetségi kormány elhatározza, hogy kérdezze ki a szegénységben élő személyeket abból a célból, hogy hatékonyabban harcoljanak ez ellen’.[30]
- A mutató névmás jelzője lehet elöljárós (a leggyakrabban de) főnév (1. és 3. példa), jelzői mellékmondat (tehát a mutató névmást vonatkozó névmás követi – 4. példa), melléknévi igenév vagy ennek csoportja (5. példa).

#### A változatlan alakú mutató névmások
1. A ce mutató névmás az egyetlen, amelynek alakja ugyanaz, mint az egyik mutató névelőé. A következő funkciókat töltheti be:
a) Mondatot vagy főnévi igenevet helyettesít, és ez esetben az être ’lenni’ ige elé helyezik:
- Il y avait beaucoup de monde à la fête ; c’était très agréable ’Sokan voltak az ünnepségen; nagyon kellemes volt’;
- Se reposer, c’est nécessaire / C’est nécessaire de se reposer ’Szükséges pihenni’.

b) Ugyancsak az être ige előtt élettelent vagy élőt (beleértve személyt) megnevező főnevet helyettesít:
- C’est monsieur Dupont ’Ez itt Dupont úr’;
- Ce sont des exceptions ’Ezek kivételek’.

c) Alanyi mellékmondatos alárendelő összetett mondatban a főmondat látszólagós alanya:
- ha ennek állítmánya a létige + névelős főnév: C’est une chance que je t’aie rencontré ’Még szerencse, hogy találkoztam veled’;
- a beszélt nyelvben il helyett, ha az állítmány a létige + melléknév: C’est normal que tu soies inquiet ’Természetes, hogy nyugtalan vagy’;

d) Egyszerű vonatkozó névmással együtt újabb vonatkozó névmást alkot. Ennek funkciója a második tagjától függ:
- alany: Il s’est mis à pleuvoir, ce qui a obligé tout le monde à rentrer ’Elkezdett esni, és ez mindenkit arra kényszerített, hogy hazamenjen’;
- tárgy: Choisis ce que tu veux comme dessert ’Válassz, amit akarsz desszertként’.
- képes helyhatározó: Il m’a donné ce dont j’avais besoin ’Megadta azt, amire szükségem volt’, Ce à quoi je pense, c’est une solution de compromis ’Az, amire gondolok, kompromisszumos megoldás’.

A ce qui és a ce que kötőszókként is szerepelnek. Ezek vezetik be az élettelen alanyra, illetve az élettelen tárgyra kérdező elbeszélt kérdő mondatot: Dis-moi ce qui t’intéresse ’Mondd meg nekem, mi érdekel’, Il me demande ce que je veux ’Azt kérdi tőlem, mit akarok’.
e) A választékos regiszterben helyettesítheti az alábbi cela vagy ceci névmásokat: Votre problème est insoluble, et ce pour deux raisons :... ’Problémája megoldhatatlan, és ennek két oka van:...’.
2. Cela, ceci és ça főnévre, főnévi igenévre vagy egész mondatra utalhatnak, alanyként, elöljárós jelzőként, tárgyként vagy határozóként:
Cela a választékos regiszterben használatos. Általában arra utal, ami már elhangzott: Il a perdu ses parents très jeune ; cela l’a marqué pour la vie ’Szülei nagyon fiatal korában haltak el; ez egy életre megbélyegezte’.
Ceci is a választékos regiszterhez tartozik. Általában arra utal, ami követi: Dites-lui ceci : il est toujours le bienvenu chez nous ’Mondja meg neki: mindig szívesen látjuk minálunk’.
Ça a cela-ból származik, és a beszélt nyelvben használják, ceci helyett is: C’est très grave. Tu as pensé à ça ? ’Ez nagyon súlyos! Gondoltál erre?’, Je peux te dire ça : Jules ne reviendra jamais ’Megmondhatom neked: Jules sose fog visszajönni’.

### A kérdő névmások
Három olyan kérdő névmás van, amely változatlan alakú:
Qui csak személyre vonatkozhat és a vele egyeztetett szavak mindig hímneműek és egyes számúak.
- Elöljáró nélkül ez a névmás kérdezhet:
  - az alanyra: Qui est arrivé ? ’Ki érkezett?’ [Megjegyzendő, hogy az élettelen alanyra a qu’est-ce qui összetett kérdőszó vonatkozik: Qu’est-ce qui t’intéresse ? ’Mi érdekel (téged)?’];
  - a tárgyra: Qui attendez-vous ? ’Kire vár (ön)?’
- Elöljáróval qui lehet mondatrészként:
  - határozó: À qui je peux m’adresser ? ’Kihez fordulhatok?’, Avec qui on peut travailler ? ’Kivel lehet dolgozni?’;
  - névszói állítmány névszói része: À qui est cette voiture ? ’Kié ez a kocsi?’;
  - jelző (csak de-vel): C’est la voiture de qui ? ’Kinek a kocsija ez?’

Que (mindig elöljáró nélkül) élettelen tárgyra kérdez fordított szórendű kérdő mondatban: Que voulez-vous ? ’Mit akar (maga)?’ Egyenes szórendű mondatban a qu’est-ce que összetett kérdőszót kell használni helyette: Qu’est-ce que vous voulez ?
Quoi is élettelenre kérdez.
- Elöljáró nélkül:
  - lehet tárgy a fesztelen nyelvi regiszterben, a mondat végén: Vous voulez quoi ? ’Mit akartok?’ / ’Mit akar maga?’;
  - magában is alkothat mondatot párbeszédben: Quoi ? ’Micsoda?’
- Elöljáróval lehet:
  - határozó: Sur quoi on peut compter ? ’Mire lehet számítani?’;
  - jelző (csak de-vel): C’est la conséquence de quoi ? ’Minek a következménye ez?’

Két másik kérdő névmás egyezik nemben és számban azzal a szóval, amelyre vonatkozik:
- Quel (hímnem egyes szám) / quelle (nőnem egyes szám) / quels (hímnem többes szám) / quelles (nőnem többes szám) a magyar ’milyen, miféle’ névmásoknak felel meg, és mondatban névszói állítmány névszói része: Quelle est la solution ? ’Mi a megoldás?’ Ez a szó gyakrabban fordul elő kérdő determinánsként, két jelentéssel: Quelle fleur aimez-vous ? ’Milyen virágot szeret (ön)?’ vagy ’Melyik virágot szereti?’ (több közül).
- Lequel/laquelle/lesquels/lesquelles összetett névmás, a határozott névelő és a fenti névmás kombinációja. A magyar ’melyik/melyek’ névmásnak felel meg, és minden olyan mondatrész lehet, mint a főnév. Ha az à vagy a de elöljárószó kerül eléje, itt is létrejön összeolvadásuk a le és a les névelőkkel, és ennek eredménye az auquel, auxquel(le)s, duquel és desquel(le)s alakok. Példák: Lequel (de ces garçons) est ton cousin ? ’(Ezek közül a fiúk közül) melyik az unokatestvéred?’, À laquelle (de ces personnes) dois-je m’adresser ? ’(Ezek közül a személyek közül) melyikhez forduljak?’, Duquel (de ces livres) est-il question ? ’(Ezek közül a könyvek közül) melyikről van szó?’.

### A vonatkozó névmások
A kérdő névmások mindegyike lehet vonatkozó névmás is, quel(le)(s) kivételével, de ezeken kívül van még két egyszerű vonatkozó névmás.
A használandó névmás attól függ, hogy milyen főmondatbeli szóra utal, és hogy magának a névmásnak milyen mondattani funkciója van az általa bevezetett jelzői mellékmondatban.
- Qui elöljáró nélkül élőre vagy élettelenre utal, és alanyi funkciót tölt be: le garçon qui parle ’az a fiú, aki beszél’, la question qui m’intéresse ’az a kérdés, amelyik érdekel’.
- Qui elöljáróval csak személyre utalhat, és határozó lehet: Aline est une fille avec qui j’aime bavarder ’Aline olyan lány, akivel szeretek beszélgetni’. Ebben az esetben a qui helyett összetett névmást is lehet használni: Aline est une fille avec laquelle j’aime bavarder.
- Que csak elöljáró nélkül használatos, élőre vagy élettelenre utal, és mindig tárgyi funkciója van: l’homme que j’ai entendu ’az a férfi, akit hallottam’, la pièce que j’ai vue ’az a darab, amelyiket láttam’.
- Dont is elöljáró nélkül használatos, élőre vagy élettelenre utal, és két funkciója lehet:
  - birtokost kifejező jelző: Luc Besson est un réalisateur dont j’apprécie beaucoup les films ’Luc Besson olyan rendező, akinek a filmjeit nagyon nagyra tartom’;
  - képes helyhatározó: Luc Besson est un réalisateur dont je ne sais rien ’Luc Besson olyan rendező, akiről nem tudok semmit’. Ezt a névmást olykor helyettesítheti az összetett duquel / de laquelle / desquel(le)s.
- Où használható elöljáróval (ezek közül csak d’-vel és par-ral) és anélkül is, csak élettelenre utal, és hely- vagy időhatározó lehet: la chambre où je dors ’az a szoba, amelyben alszom’, l’endroit par où je passe ’az a hely, amelyen átmegyek’, le jour où je suis né ’az a nap, amikor megszülettem’. Helyhatórozóként az elöljáró nélküli où-t helyettesítheti a dans lequel/laquelle/lesquel(le)s (la chambre dans laquelle je dors), par où-t pedig par lequel/laquelle/lesquel(le)s: l’endroit par lequel je passe.
- Quoi csak elöljáróval használható, és mondatra, valamint a quelque chose és a rien határozatlan névmásokra utalhat: Je lui ai dit que je partirais, à quoi elle m’a répondu qu’elle s’en fichait ’Azt mondtam neki, hogy elutazom, mire ő azt felelte, hogy fütyül rá’, Il n’y a rien sur quoi je puisse m’appuyer ’Semmi sincs, amire támaszkodni tudnék’.
- Az összetett vonatkozó névmások a fentebb említett esetekben használhatók, és csak ezek használandók élettelen főnévre utalva, amikor a névmásnak határozói funkciót kell betöltenie: Voilà une chaise sur laquelle tu peux t’asseoir ’Ott van egy szék, amelyre leülhetsz’, Il y a un détail auquel je n’ai pas pensé ’Van egy részlet, amelyre nem gondoltam’.

### Határozatlan névmások
A határozatlan szók nagyon sokfélék. Egyesek lehetnek olykor determinánsok, máskor névmások, mások csak determinánsok lehetnek, megint mások csak névmások. Az alábbiakban a főbb francia határozatlan determinánsokat és névmásokat mutatjuk be.

#### 1. Tagadó jelentésű határozatlan szók
Aucun(e) lehet:
- determináns: Aucun train ne peut circuler à cause de la neige ’Egyetlen(egy) vonat sem tud közlekedni a hó miatt’;
- névmás: Nous avons des nouvelles de Jacques, mais nous n’en avons aucune de Paul ’Van hírünk Jacques-tól, de egyetlenegy sincs Paul-tól’.

Lentebb, a 3. pontnál bemutatott autre szóval, aucun(e) szókapcsolatot alkot, és ez is lehet:
- determináns: Je n’ai aucune autre amie ’Egyetlen más barátnőm sincs’;
- névmás: On ne peut comparer cet animal à aucun autre ’Ezt az állatot egyetlen másikhoz sem lehet hasonlítani’.

Nulle part névmás értékű szókapcsolat: Où sont mes lunettes ? Je ne les trouve nulle part ’Hol van a szemüvegem? Sehol se találom’.
Pas un(e) erősebb tagadást fejez ki, mint aucun(e), és lehet:
- determináns: Il n’avait pas un centime en poche ’Egyetlenegy fillér sem volt a zsebében’;
- névmás: J’ai posé cette question à plusieurs personnes, mais pas une n’a su y répondre ’Több személynek tettem fel ezt a kérdést, de egyetlenegy sem tudott válaszolni rá’.

Personne csak névmás: Personne ne sait où est Marc ’Senki sem tudja, hol van Marc’.
Nul(le)(s) a választékos nyelvi regiszterben determinánsként aucun(e) szinonimája, névmásként pedig personne-t helyettesítheti: Nul train ne peut circuler …, Nul ne sait …
Rien csak névmás: Je n’ai rien à faire ’Semmit sem kell tennem’.
Megjegyzendő, hogy a tagadó jelentésű határozatlan szók helyettesítik a pas tagadószót.

#### 2. A fentiekkel ellentétes jelentésű határozatlan szók
Quelque determináns: Il y avait quelque espoir de mettre fin au conflit ’Volt valamennyi remény, hogy véget vessenek a konfliktusnak’. Nem tévesztendő össze a quelque határozószóval: Il y avait quelque 500 personnes dans la salle ’Volt körülbelül 500 személy a teremben’.
Quelques, a quelque többes számú alakja is determináns, de másképp fordítandó magyarra, mint az egyes számú alak: Il reste quelques biscuits dans le tiroir ’Maradt még néhány keksz a fiókban’.
A quelque szóval több névmás keletkezett:
Quelqu’un-nek a mai nyelvben csak hímnemű alakja van: Quelqu’un a apporté ce paquet pour vous ’Valaki ezt a csomagot hozta az ön számára’.
Quelque chose: Je dois te dire quelque chose ’Mondanom kell neked valamit’.
Quelques-un(e)s formailag quelqu’un többes számú alakja, de más jelentése van, és nőnemű alakja megmaradt: J’avais invité tous mes amis, mais quelques-uns n’ont pas pu venir ’Meghívtam az összes barátomat, de néhány nem tudott eljönni’.
Tout(e), tous, toutes több szerkezetben vesz részt.
Amikor nem követi névelő, lehet:
- determináns: Tout travail mérite salaire ’Minden munka fizetséget érdemel’, Toute règle a ses exceptions ’Minden szabálynak megvannak a kivételei’.
- névmás: Ne t’inquiète pas ! Tout va bien ! ’Ne nyugtalankodj! Minden rendben van!’, Ils apprennent le français et tous le parlent bien ’Franciául tanulnak és mind jól beszélik a nyelvet’, Il y a beaucoup de statues dans le parc et toutes sont belles ’Sok szobor van a parkban, és mind/az összes szép’.

Amikor névelős főnév követi, akkor tout(e), tous, toutes csak determináns: J’ai passé toute la soirée à travailler ’Az egész estét munkával töltöttem’, Tout ce système fonctionne mal ’Ez az egész rendszer rosszul működik’, Tous nos amis sont venus au mariage ’Az összes barátunk eljött az esküvőre’.
Megjegyzendő, hogy a determináns tous s-ét nem ejtik ki, de a névmás tous s-ét igen.
Tout létezik csak hímnem egyes számú főnévként is (J’ai acheté deux chemises et deux cravates ; j’ai payé le tout 30 euros ’Vettem két inget és két nyakkendőt; 30 eurót fizettem az egészért’, Ces objets forment un tout ’Ezek a tárgyak egy egészet alkotnak’), és határozószó is lehet: Elle m’a parlé tout doucement ’Nagyon halkan szólt hozzám’.

#### 3. Egyéb határozatlan szók
Autre
E szó elé járulhat névelő, de anélkül is előfordul.
Névelő nélkül autre névmás, névszói állítmány névszói része funkcióval: Paul est autre que je croyais ’Paul másmilyen, mint gondoltam’.
Un(e) autre lehet:
- determináns: Passe-moi un autre stylo ’Adj más/egy másik tollat!’;
- névmás: Ce stylo n’est pas bon. Passe-m’en un autre ’Ez a toll nem jó. Adj másikat!’

D’autres az un(e) autre determináns/névmás többes számú alakja:
- determináns: J’ai d’autres problèmes maintenant ’Most más gondjaim vannak’, Les possibilités offertes par cette université sont meilleures que celles d’autres établissements d’enseignement supérieur ’Azok a lehetőségek, amelyeket ez az egyetem kínál, jobbak, mint más felsőfokú oktatási intézményekéi’ (Megjegyzendő, hogy e két példában a d’ elöljárónak nem ugyanaz a szerepe: az elsőben határozatlan névelőt helyettesít, a másodikban birtokviszonyt fejez ki.);
- névmás: Ces crayons ne sont pas bons, il m’en faut d’autres ’Ezek a ceruzák nem jók, mások kellenek’.

Névelő + autre:
- determináns:
  - határozott névelővel: Voyons aussi l’autre aspect de la question ’Lássuk a kérdés másik oldalát is’;
  - mutató névelővel: Voici cette autre photo que je voulais vous montrer ’Íme az a másik fénykép, amelyet meg akartam mutatni’;
  - birtokos névelővel: Mon frère cadet vit avec nous mais mon autre frère habite ailleurs ’Az öcsém velünk él, de a másik fivérem máshol lakik’;
- névmás: J’ai trouvé l’une de mes pantoufles mais où est l’autre ? ’Megtaláltam az egyik papucsomat, de hol van a másik?’, On ne va pas regarder ce film-ci, cet autre est meilleur ’Nem nézzük meg ezt a filmet, az a másik jobb’.

Névelő + autres:
- determináns:
  - határozott névelővel: Voici les autres événements qui m’inquiètent ’Íme a többi olyan esemény, amely nyugtalanít’;
  - mutató névelővel: Ces autres conditions sont plus difficiles à remplir que les premières ’A többi feltételt nehezebb teljesíteni, mint az elsőket’;
  - birtokos névelővel: Luc est plus gentil que mes autres frères ’Luc kedvesebb, mint a többi testvérem’;
- névmás: Il n’y a que cinq élèves dans la classe. Où sont donc les autres ? ’Csak öt tanuló van az osztályban. Hát a többi hol van?’, Dites-moi les noms des autres ’Mondják meg a többiek nevét!’ (A des a de és a les összeolvadásából adódik.)

Autre chose csak névmás: Moi, il me faut autre chose ’Nekem valami más kell’.
Un(e) certain(e) csak determináns: Je veux visiter seulement une certaine partie du musée ’A múzeum csak egy bizonyos részét akarom meglátogatni’.
Certain(e)s, un(e) certain(e) többes számú alakja, lehet determináns és névmás is:
- determináns: La plupart des animaux s’adaptent bien au zoo, mais certains mammifères s’y sentent mal ’A legtöbb állat jól alkalmazkodik az állatkerthez, de egyes emlősök rosszul érzik magukat’; Vous ne savez pas certaines choses ’Nem tudtok bizonyos dolgokat’;
- névmás: Parmi les élèves de cette classe, certains étudient le français ’Ennek az osztálynak a tanulói között egyesek a franciát tanulják’.

Certain(e)(s) utalószóként is használatos az őt tartalmazó mondatot követő mondatban használt d’autres-val: Certains (colis) sont arrivés, d’autres non ’Egyes csomagok / Egyesek megérkeztek, mások nem’.
Megjegyzendő, hogy certain(e)(s) lehet melléknév is, de akkor követi a jelzett főnevet, és más a jelentése, mégpedig az eredeti: Je m’attends à un succès certain ’Biztos sikert várok’.
Chaque csak determináns lehet: Chaque personne a sa place réservée ’Minden személynek megvan a fenntartott helye’.
Chacun(e) a chaque megfelelője névmásként: Chacun des enfants a reçu des cadeaux ’A gyerekek mindegyike kapott ajándékot’.
Différent(e)(s) lehet:
- határozatlan determináns, ha a főnév előtt áll: Il a fait appel à différentes personnes pour se faire aider ’Különböző személyekhez fordult segítségért’;
- melléknév főnév után: Il peut faire deux choses différentes en même temps ’Két különböző dolgot tud csinálni egyszerre’.

Divers(e)(s) ugyanúgy viselkedik, mint az előző szó:
- határozatlan determináns: Il a écouté diverses opinions, puis il a décidé ’Meghallgatott különféle véleményeket, majd döntött’;
- melléknév: Cette église comporte des éléments de styles divers, chacun d’une autre époque ’Ez a templom különféle, más-más időszakbeli elemeket foglal magába’.

Le/la même, les mêmes lehet:
- determináns: Ils habitent le même quartier que nous ’Ugyanabban a negyedben laknak, mint mi’, Cette femme est la générosité même ’Ez az asszony maga a nagylelkűség’;
- névmás: Nos problèmes ne sont pas les mêmes ’Gondjaink nem ugyanazok’.

Megjegyzés: Même módosítószó is lehet, de névelő nélkül: Tous étaient présents, même les malades ’Mindenki jelen volt, még a betegek is’.
N’importe olyan határozatlan alkotó elem, amely az importer ige személytelen il n’importe ’nem fontos’ alakjából származik, és több határozatlan névmás értékű szókapcsolatban vesz részt:
- N’importe quel(le)(s) két jelentésű determináns: N’importe quel habitant de la ville peut vous dire où est le château ’A város akármelyik lakója meg tudja mondani, hol van a kastély’, N’importe quelle information est la bienvenue ’Akármilyen információ jól jön’.
- N’importe lequel/laquelle/lesquel(le)s az előző megfelelője, mint névmás: Tu peux choisir la cravate que tu veux ; je te prête n’importe laquelle ’Kiválaszthatod azt a nyakkendők, amelyiket akarod; akármelyiket kölcsönadom’.
- N’importe qui csak névmás: Sophie est toujours disponible ; n’importe qui peut s’adresser à elle ’Sophie mindig rendelkezésre áll; akárki fordulhat hozzá’.
- N’importe quoi is csak névmás: Pierre fait n’importe quoi pour attirer l’attention ’Pierre akármit megtesz, hogy magára vonja a figyelmet’.

On határozatlan személyes névmás, amely a latin homo ’ember’ főnévből ered. Csak személy alany lehet, és több jelentése van.
Eredetileg on meg nem határozott alanyt képvisel. Ebben a használatában két jelentésárnyalata van:
- az emberek, mindenki: On ne sait pas quoi faire dans une telle situation ’Nem tudja az ember mit tegyen ilyen helyzetben’;
- egy vagy több meg nem határozott személy: On a sonné au portail ’Csengettek / Csengetett valaki a kapun’.

A fesztelen nyelvi regiszterben on helyettesíti a nous ’mi’ személyes névmást, tehát ez esetben nem határozatlan személyes névmás, de ekkor is az állítmány egyes szám 3. személyben áll: Si tu veux, on va au cinéma ’Ha akarod, moziba megyünk’.
Plusieurs lehet:
- determináns: Le peintre a fait plusieurs esquisses avant de peindre le tableau ’A festő több vázlatot készített mielőtt megfestette a képet’;
- névmás: Plusieurs de ses esquisses ont été vendues cher ’Többet a vázlatai közül drágán adtak el’.

Quelconque lehet határozatlan determináns is, és melléknév is. Mindként esetben a főnév után áll:
- határozatlan determináns: Il pensait démarrer une affaire quelconque après sa retraite ’Arra gondolt, hogy majd valamilyen üzletbe kezd nyugalomba vonulása után’;
- melléknév, más jelentéssel (’középszerű, nívótlan, silány’): C’est un restaurant quelconque ’Ez középszerű étterem’.

A létige kötőmód jelen idő egyes szám 3. személyű alakjával két olyan mondat keletkezett, amely határozatlan névmás értékű szókapcsolat lett:
- Qui que ce soit: Le directeur refuse de recevoir qui que ce soit ’Az igazgató senkit sem akar fogadni, akárki legyen is az’.
- Quoi que ce soit: Il est impossible de faire quoi que ce soit dans cette situation ’Lehetetlen akármit is tenni ebben a helyzetben’ (= ’Semmit sem lehet tenni …’).

Un(e) tel(le) többnyire determináns, többes száma de tel(le)s: Une telle proposition est inacceptable ’Egy ilyen javaslat elfogadhatatlan’, On ne peut pas faire ce travail avec de tels collaborateurs ’Nem lehet ezt a munkát ilyen munkatársakkal elvégezni’. Névmásként olyan személy-tulajdonnevet helyettesít, amit a beszélő nem ismer vagy nem akar kimondani: Monsieur un tel est très aimable ’X úr nagyon kedves’.
L’un(e)/les un(e)s csak utalószóként l’autre/les autres-val együtt működik, mint határozatlan névmás: Les spectateurs entraient l’un après l’autre par la porte étroite ’A nézők egymás után mentek be a szűk ajtón’, On construira les maisons en deux étapes : les unes maintenant, les autres l’année prochaine ’A házakat két szakaszban fogják felépíteni: egyeseket most, a többieket a jövő évben’.